# 表哥到
《表哥到》，是1987年上映的一部香港喜劇恐怖鬼片，由午馬執導，洪金寶監製，鍾鎮濤、午馬、吳耀漢、黃韻詩、孟海主演。

## 劇情
吳德大（吳耀漢飾）早年移居英國，是一間英國餐館的老闆。他為人刻薄，動怒時更會口無遮攔，導致其無證居留英國的表兄老馬（午馬飾）被遣送回港。 雖然如此，吳德大非常重視其表兄弟，因此特地為與表兄老馬冰釋前嫌而回港並打算定居。其他表兄弟為了維持生計而試圖繼承吳德大的財富。然而，其中一位表弟周小勇（鍾鎮濤飾）發現吳德大在他抵港前幾天已在英國溺水身亡，屍體亦失了蹤，故回港的只是不知道自己已死的吳德大靈魂及其軀體。與此同時，德大在對失去聯絡六個月後神秘地回來的房客玫瑰（黃韻詩飾）展開追求。
其實玫瑰與其伴娘阿芝（葉瑣飾）已於早前與其情人準備結婚時因交通意外身亡。現在已是鬼魂的玫瑰無意中看到吳德大的照片一見鍾情，其伴娘阿芝也想從其他表兄弟之中的找個丈夫，使其在“上路”時不致變成孤魂野鬼。阿芝其後確與吳德大和老馬的另一個表弟Q仔（孟海飾）互生情愫，但畢竟人鬼有別，不能相戀，阿芝最後不忍傷害Q仔而放棄離開。

## 演員表
| 演員   | 角色   | 備註                                                                                     |
| ------ | ------ | ---------------------------------------------------------------------------------------- |
| 鍾鎮濤 | 周小勇 | 吳德大、老馬之表弟                                                                       |
| 吳耀漢 | 吳德大 | 表哥大 老馬之表弟 已於回港前意外身亡 喜歡玫瑰，後與其結成鬼夫妻                          |
| 午馬   | 老馬   | 大表哥 吳德大等人之表哥                                                                  |
| 黃韻詩 | 玫瑰   | 結婚前夕車禍死亡 喜歡吳德大，後與其結成鬼夫妻                                            |
| 孟海   | Q仔    | 吳德大、老馬之表弟 被阿芝迷惑，後二人互生情愫                                            |
| 太保   | 史太保 | 吳德大、老馬之表弟                                                                       |
| 李志傑 | 肥婆   | 吳德大、老馬之表弟                                                                       |
| 葉瑣   | 阿芝   | 玫瑰之伴娘 與玫瑰一同車禍死亡 欲迷惑Q仔使其自殺，後二人互生情愫，但不忍傷害Q仔而放棄離開 |
| 洪曉陽 |        |                                                                                          |
| 田俊   |        | 酒家經理                                                                                 |
| 葉榮祖 |        |                                                                                          |
| 田青   |        | 大表哥女朋友之新郎                                                                       |
| 程守一 |        | 酒家伙計                                                                                 |
| 西瓜刨 |        | 玫瑰之父                                                                                 |
| 鄭孟霞 |        | 玫瑰之母                                                                                 |
| 丁羽   |        |                                                                                          |
| 日本仔 |        |                                                                                          |

## 電影歌曲

### 主題曲
| 曲別   | 歌曲     | 作曲   | 作詞   | 編曲   | 演唱   |
| ------ | -------- | ------ | ------ | ------ | ------ |
| 主題曲 | 〈魅幻〉 | 鍾鎮濤 | 林敏驄 | 入江純 | 鍾鎮濤 |

## 外部連結
- 香港影庫上《表哥到》的資料（繁體中文）
- 互联网电影数据库（IMDb）上《表哥到》的资料（英文）